# Coatetelco
Coatetelco är en ort i Mexiko.   Den ligger i kommunen Miacatlán och delstaten Morelos, i den sydöstra delen av landet, 80 km söder om huvudstaden Mexico City. Coatetelco ligger 987 meter över havet och antalet invånare är 9 503.
Terrängen runt Coatetelco är kuperad åt nordväst, men åt sydost är den platt. Runt Coatetelco är det ganska tätbefolkat, med 185 invånare per kvadratkilometer. Närmaste större samhälle är Temixco, 17,3 km nordost om Coatetelco. Omgivningarna runt Coatetelco är en mosaik av jordbruksmark och naturlig växtlighet.